# Савченко Олена Павлівна
Олена Павлівна Савченко (26 травня 1896, Санкт-Петербург — 1970) — українська радянська художниця; член Спілки радянських художників України.

## З біографії
Народилася 26 травня 1896 року в місті Санкт-Петербурзі (нині Російська Федерація). У 1936 році навчалася у студії Миколи Самокиша у Сімферополі.
Померла у 1970 році.

## Творчість
Працювала в галузі станкового живопису, створювала жанрові картини, натюрморти. Серед робіт:
- «Натюрморт. Жоржини» (1945);
- «Піонери на збиранні фруктів» (1951);
- «Збирання кримської троянди» (1952);
- «Натюрморт з овочами» (1956).